# 徐家铭
徐家铭（英語：Chooi Kah Ming，1991年2月25日—），馬來西亞男子羽毛球运动员。

## 簡歷
2008年7月，徐家铭代表马来西亚参加本国举办的亚洲青年羽毛球錦標賽，助马来西亚赢得混团季军。
2009年，徐家铭出戰亞羅士打舉行的世界青年羽毛球錦標賽，夥拍区耀汉贏得男雙比賽冠軍及團體賽亞軍。2010年，徐家銘升上馬來西亞國家羽毛球隊後備隊，卻在2011年因膝蓋受傷，休養七個月方復出。
至2012年，徐家銘與區耀漢一同升上馬來西亞國家羽毛球隊成人隊，國家隊的男雙教練陳金和決定將二人重新配對。二人重組後表現突出，曾在馬來西亞羽毛球黃金大獎賽殺進男雙決賽，贏得亞軍。5月期中，他与区耀汉出战馬來西亞羽毛球黃金大獎賽，在男双决赛以0比2（15-21、19-21）不敌赛会头号种子、队友的古健傑/陳文宏，赢得亚军。同年10月，他与区耀汉出战中華台北羽毛球黃金大獎賽，在男双準決賽以0比2（23-25、18-21）不敌赛会头号种子、印尼强档的安加·普拉塔瑪/利安·阿剛·薩普特拉。
2013年11月，徐家銘與张御宇出战馬來西亞羽毛球國際挑戰賽，在男双决赛以0比2（15-21、13-21）不敌赛会7号种子、印尼强档的西华努斯·盖尔/阿尔弗兰·埃科·普拉塞特亚，赢得亚军。
2015年6月，徐家銘与区耀汉出战斯里蘭卡羽毛球國際挑戰賽，在男双决赛以0比2（19-21、17-21）不敌队友的古健傑/陳文宏，赢得亚军。同年9月，他与区耀汉出战波蘭羽毛球國際賽，在男双準决赛以1比2（17-21、21-10、19-21）不敌丹麦强档的卡斯珀·安东森/尼克拉斯·诺尔。同年11月，他与区耀汉出战馬來西亞羽毛球國際挑戰賽，在男双準决赛以0比2（12-21、16-21）不敌赛会6号种子、中華台北强档的李哲輝/李洋。
2016年9月，徐家銘与劉雋程出战印尼羽毛球大師賽，在男双準决赛以1比2（18-21、21-15、19-21）不敌中国的韩呈恺/周昊东。同年11月，他与刘隽程出战印尼羽毛球國際挑戰賽，在男双决赛以2比0（21-15、21-19）击败了赛会4号种子、队友的李健亿/林政廷，这也是他首个國際挑戰賽男双冠军。同期11月，他与刘隽程出战馬來西亞羽毛球國際挑戰賽，在男双决赛以2比0（21-9、21-13）击败了赛会2号种子、中華台北强档的盧敬堯/楊博涵，赢得國際挑戰賽男双冠军。
2017年6月，徐家銘与劉雋程出战中華台北羽毛球黃金大獎賽，在男双準决赛以1比2（14-21、21-19、13-21）不敌赛会2号种子、中華台北强档的陳宏麟/王齊麟。同年7月，他与劉雋程出战俄羅斯羽毛球大獎賽，在男双决赛以0比2（6-11、9-11、5-11）不敌赛会头号种子、东道主强档的弗拉基米尔·伊万诺夫/伊万·索松诺夫，赢得亚军。
2018年4月，徐家銘与劉雋程出战馬來西亞羽毛球國際挑戰賽，在男双準决赛以0比2（15-21、13-21）不敌赛会5号种子、世锦赛冠军的穆罕默德·阿赫桑/亨德拉·塞蒂亚万。同年7月，他向馬來西亞羽毛球協會遞交辭呈，請求退出國家隊。同年9月，他与劉雋程出战韓國羽毛球公開賽，在男双準决赛以0比2（13-21、12-21）不敌赛会8号种子、日本强档的遠藤大由/渡邊勇大。同年11月，他与劉雋程出战馬來西亞羽毛球國際系列賽，在男双準决赛以0比2（15-21、19-21）不敌赛会3号种子、世锦赛冠军的高成炫/申白喆。
2019年2月，徐家銘与劉雋程出战老撾羽毛球國際系列賽，在男双决赛以2比1（18-21、21-18、21-14）击败了赛会2号种子、队友的刘航益/吴永昌，这也是他首个國際系列賽男双冠军。
2019年9月，徐家銘在韓國羽毛球公開賽之後已從馬來西亞國家羽毛球隊退役。

## 主要比賽成績
只列出曾進入準決賽的國際賽事成績：
| 年份   | 賽事                     | 公開賽級別 | 項目     | 拍檔   | 成績   |
| ------ | ------------------------ | ---------- | -------- | ------ | ------ |
| 2008年 | 亚洲青年羽毛球錦標賽     | 其他       | 混合團體 | －     | 季軍   |
| 2009年 | 世界青年羽毛球錦標賽     | 其他       | 混合團體 | －     | 亞軍   |
| 2009年 | 世界青年羽毛球錦標賽     | 其他       | 男子雙打 | 区耀汉 | 冠軍   |
| 2011年 | 紐西蘭羽毛球國際挑戰賽   | 國際挑戰賽 | 男子雙打 | 区耀汉 | 準決賽 |
| 2012年 | 馬來西亞羽毛球黃金大獎賽 | 黃金大獎賽 | 男子雙打 | 区耀汉 | 亞軍   |
| 2012年 | 中華台北羽毛球黃金大獎賽 | 黃金大獎賽 | 男子雙打 | 区耀汉 | 準決賽 |
| 2013年 | 馬來西亞羽毛球國際挑戰賽 | 國際挑戰賽 | 男子雙打 | 张御宇 | 亞軍   |
| 2015年 | 斯里蘭卡羽毛球國際挑戰賽 | 國際挑戰賽 | 男子雙打 | 区耀汉 | 亞軍   |
| 2015年 | 波蘭羽毛球國際賽         | 國際系列賽 | 男子雙打 | 区耀汉 | 準決賽 |
| 2015年 | 馬來西亞羽毛球國際挑戰賽 | 國際挑戰賽 | 男子雙打 | 区耀汉 | 準決賽 |
| 2016年 | 印尼羽毛球大師賽         | 黃金大獎賽 | 男子雙打 | 劉雋程 | 準決賽 |
| 2016年 | 印尼羽毛球國際挑戰賽     | 國際挑戰賽 | 男子雙打 | 刘隽程 | 冠軍   |
| 2016年 | 馬來西亞羽毛球國際挑戰賽 | 國際挑戰賽 | 男子雙打 | 刘隽程 | 冠軍   |
| 2017年 | 中華台北羽毛球黃金大獎賽 | 黃金大獎賽 | 男子雙打 | 劉雋程 | 準決賽 |
| 2017年 | 俄羅斯羽毛球大獎賽       | 大獎賽     | 男子雙打 | 劉雋程 | 亞軍   |
| 2018年 | 馬來西亞羽毛球國際挑戰賽 | 國際挑戰賽 | 男子雙打 | 劉雋程 | 準決賽 |
| 2018年 | 韓國羽毛球公開賽         | 超級500賽  | 男子雙打 | 劉雋程 | 準決賽 |
| 2018年 | 馬來西亞羽毛球國際系列賽 | 國際系列賽 | 男子雙打 | 劉雋程 | 準決賽 |
| 2019年 | 老撾羽毛球國際系列賽     | 國際系列賽 | 男子雙打 | 劉雋程 | 冠軍   |

| 2007-2017年 | 首要超級賽 | 超級賽 | 黃金大獎賽 | 大獎賽 | 國際挑戰賽 | 國際系列賽 | 未來系列賽 | 其他 |

| 2018-2026年 | 總決賽 | 超級1000賽 | 超級750賽 | 超級500賽 | 超級300賽 | 超級100賽 | 國際挑戰賽 | 國際系列賽 | 未來系列賽 | 其他 |

### 奧運會和世錦賽參賽紀錄
|          | 搭檔   | 2017 |
| -------- | ------ | ---- |
| 男子雙打 | 劉雋程 | 32強 |